# Basketballklub Klosterneuburg
Il Basketballklub Klosterneuburg, conosciuti anche come Xion Dukes Klosterneuburg, è una società cestistica avente sede a Klosterneuburg, in Austria. Fondata nel 1952, gioca nel campionato di pallacanestro austriaco.

## Palmarès
- Campionato austriaco: 10

1978, 1983, 1984, 1985, 1986, 1987, 1988, 1989, 1990, 2012
- Coppa d'Austria: 1

2013
- Supercoppa d'Austria: 2

2012, 2013